# Tomorr Nationalpark
Tomorr Nationalpark (albansk: Parku Kombëtar i Malit te Tomorrit) er en nationalpark i det sydlige Albanien, grundlagt i 1956, der ligger beliggende i de centrale og højere dele af Tomorr-massivet, der siden 2012 spænder over et område på 261,06 km2 og i 2019 udvidet til at omfatte nogle stenbrudsområder. Området ligger hovedsageligt i præfekturet Berat men 1.278 hektar ligger i Elbasan .  Parken blev etableret i 1956 og betragtes som et af de vigtigste beskyttede områder til vedligeholdelse af bjergenes biodiversitet og økosystemer på nationalt niveau. Parken er blevet opført som et vigtigt planteområde af international betydning af Plantlife.
Tomorr er en antiklinal foldning sammensat af kalksten og karst. Bjerget er et af de højeste naturlige punkter i det sydlige Albanien og stiger mellem dalene i floderne Osum og Tomorrica i øst tæt på Berat .
Parken falder inden for Pindus-bjergene blandede skoves terrestriske økoregion i de palearktiske middelhavsskove, skovområder og krat biom . Dens varierede geologi og topografi har resulteret i en unik mangfoldighed af flora og fauna. Tomorri Nationalpark skove består af forskellige arter af løvfældende- og nåletræer og et stort udvalg af blomster. Parkens skove rummer arter som almindelig bøg, slangebarkfyr, tyrkisk hassel, alpetorskemund, gul ensian, høsttidløs, balkanrøn, mistelten, knopurt og mange andre. Talrige arter af store pattedyr såsom ulve, ræve, vildsvin, rådyr, vilde geder, kaniner, kongeørne, ugler og spurvehøge kan findes inde i nationalparken. Små pattedyr inkluderer skovsyvsover og skovmus . 
Fremtrædende træk i nationalparken inkluderer Osum- kløften, Osum- floden og Tomorr- massivet, som også er et helligt sted for både kristne og den shiamuslimske orden Bekatshis.
- Osumfloden og Tomorrbjerget i baggrunden
- Osumkløften
- Berat set fra oven med Tomorrbjerget i baggrunden
- Tomorrmassiet